# Waleria Niewiarowska
Waleria Niewiarowska z d. Łapińska-Bodaj h. Lubicz (ur. w 1833 lub 15 grudnia 1835 lub 14 grudnia 1839 w Warszawie, zm. ok. 1914 w Petersburgu) – polska aktorka teatralna.

## Życiorys
Ukończyła warszawską Szkołę Dramatyczną, gdzie kształciła się pod kierunkiem m.in. Jana Walerego Królikowskiego, Jana T.S. Jasińskiego i Józefa Rychtera. Brała także prywatne lekcje u Leontyny Halpertowej. Debiutowała w listopadzie 1853 roku na scenie Warszawskich Teatrów Rządowych. Zaangażowana do zespołu dramatu, opracowała w WTR do końca kariery w 1909 roku. Grywała początkowo role bohaterskie, z czasem powierzano jej role amantek oraz wielkich dam, a z biegiem lat zaczęła tworzyć również kreacje charakterystyczne. Rzadko obsadzana była w rolach pierwszoplanowych. Na scenie WTR obchodziła jubileusze pracy scenicznej: trzydziestopięciolecie w 1889 roku, pięćdziesięciolecie w 1904 oraz pięćdziesięciopięciolecie w dniu 19 lutego 1909 roku, który to występ był ostatnim w jej karierze scenicznej.
Jej siostrą była m.in. Maria Nowakowska (1845-1891) - również aktorka. W 1862 roku wyszła za mąż za lekarza Floriana Niewiarowskiego (1830-1909). Podczas powstania styczniowego jej mąż był adiutantem gen. Mariana Langiewicza i po zakończeniu walk musiał wyjechać do Galicji, gdzie osiadł. Waleria często wyjeżdżała odwiedzać męża, a po pewnym czasie udało jej się uzyskać zgodę na jego powrót na teren Imperium Rosyjskiego. Pod nazwiskiem Niewiarowska wystąpiła po raz pierwszy w 1867 roku.